# Vásárhelyi Béla
Vásárhelyi Béla (Makó, 1838. augusztus 21. – Arad, 1906. szeptember 1.) magyar főispán, országgyűlési képviselő, vasúti vezérigazgató.

## Életpályája
Középiskolai tanulmányait Aradon végezte el. Egyetemi éveit Budapesten járta ki. 1875-ben Boros Bénivel megépítette az arad-kőrösvölgyi vasutat, majd az arad-csanádi vasutat. 1881-ben lett országgyűlési képviselő az Arad megyei Borosjenőn. 1885-ben Boros Bénivel és Kállay Bénivel Boszniában megépítették a doboj-tuzlai vasutat. 1890-ben megalapította az arad-csanádi takarékpénztárat. 1905. október 24-én Arad megye és Arad város főispánja lett.

## Családja
Szülei: Vásárhelyi János (1800–1843) Csanád megye követe és Brüneck Júlia (1804–1886) voltak. 1868-ban házasságot kötött Grün Annával (?-1899). Négy gyermekük született: Janka (1869-1938), Júlia (1871-1926), Ilona (1872-?) és János (1874-1963).

## Díjai, kitüntetései
- A vaskorona-rend lovagja (1893)